# Натюрморт с пирогом из индейки
«Натюрморт с пирогом из индейки» (нидерл. Stilleven met kalkoenpastei) — картина голландского живописца Питера Класа (ок. 1596/97—1660). Создана в 1627 году. Хранится в коллекции Государственного музея в Амстердаме (инв. №SK-A-4646).

## История
До 1881 году картина находилась в коллекции баронессы Цецилии-Марии ван Палландт (замок Кейкенгоф); в 1974 году выкуплена у ее потомков торговцем картин С. Нейстадом из Гааги за 300 000 гульденов.
В том же году была приобретена Рейксмюсеумом в Амстердаме за 832 000 гульденов при поддержке Общества Рембрандта, культурного фонда принца Бернарда и фотокомиссии.

## Описание
«Завтраки» живописцев, представителей харлемской школы предназначались, как и все другие подобные натюрморты, для украшения интерьеров домов богатых граждан, соответственно отражая их быт. На этом натюрморте изображен изысканно сервированный стол с дорогой камчатной скатертью, серебряной и фарфоровой посудой, кубком из раковины наутилуса, устрицами, виноградом, оливками и пирогом, украшенным неощипанной индейкой. Также на столе находятся оловянный кувшин, рюмка с вином, ягодный пирог, лимон и пакет с пряностями. Тот, кому предназначался завтрак, вероятно, уже позавтракал и оставил после себя живописный беспорядок.
Художник довольно свободно разместил предметы на столе, уделив особое внимание передаче материальных свойств каждого, игре света на поверхности; в начищенном до блеска кувшине отражаются другие предметы, находящиеся на столе, перламутровая раковина кубка как бы светится изнутри, вино в рюмке отражается на скатерти желтоватыми рефлексами, мягкий и пушистый ковер также поглощает свет. Часть стола и окна также отражаются на поверхности кувшина. Соль и перец — дорогие продукты в то время — изображены довольно заметно (в свернутой странице альманаха).
Картина содержит дату и подпись художника.

## Ссылка
- Информация на сайте музея (англ.)